# یوان پاپ
یوان پاپ (مجاری: János Pap؛ زادهٔ ۲۴ اکتبر ۱۹۵۴) ورزشکار شمشیربازی اهل رومانی است.
وی در مسابقات کشوری و بین‌المللی در مجموع برندهٔ ۲ مدال نقره، ۳ مدال برنز شده‌است.